# Realia
För tidskriften Realia, se Realia (tidskrift)

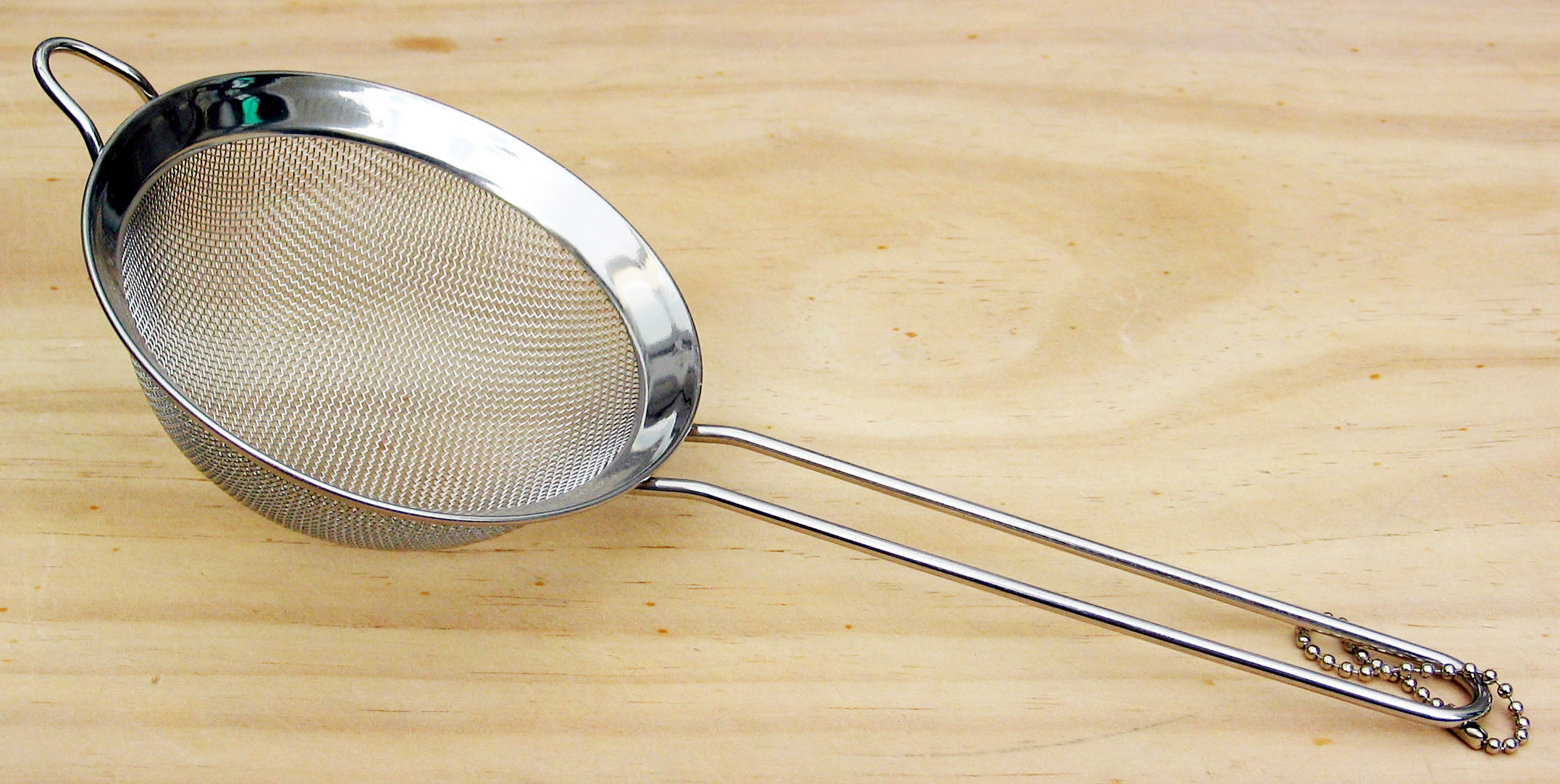
Namn på vardagsobjekt såsom silar brukar ingå i realiaundervisning.

Realia är en term som används främst inom språkundervisning för att beteckna den av språkinlärningen som har med språkets kontext att göra, det vill säga sådana saker som språksociologi, vardagen för språkets brukare, litteraturhistoria på språket samt för döda språk, den del av historien då språket levde.
Att under språkutbildning i ett existerande modernt språk lära sig om landets geografi, samhällssystem, historia etc. ingår i realia.